# Resolutie 2242 Veiligheidsraad Verenigde Naties
Resolutie 2242 van de Veiligheidsraad van de Verenigde Naties werd op 13 oktober 2015 unaniem aangenomen door de VN-Veiligheidsraad. De resolutie maakte een balans op van de in 2000 gemaakte belofte om vrouwen meer te betrekken bij de oplossing van gewapende conflicten.

## Inhoud
99 landen waren gebonden aan de conventie inzake de eliminatie van alle vormen van discriminatie tegen vrouwen, die in 1979 werd aangenomen door de Algemene Vergadering. Deze landen moesten de gelijkheid tussen man en vrouw opnemen in hun wetgeving, discriminerende wetten afschaffen en discriminatie van vrouwen verbieden.
In 1995 waren 189 landen in Peking overeengekomen te gaan werken aan gendergelijkheid en de emancipatie van vrouwen. Op 27 september 2015 maakten ruim 70 staats- en regeringsleiders in New York de balans op; de eerste keer dat gendergelijkheid op dit niveau werd besproken.
In 2000 had de Veiligheidsraad zelf resolutie 1325 aangenomen, die een grotere rol van vrouwen beoogde bij het oplossen van gewapende conflicten. Dit onder meer door meer vrouwen in te zetten bij vredesoperaties, maar ook door landen te vragen de vertegenwoordiging van vrouwen in politieke organisaties omhoog te halen. Die vraag werd bij deze nog eens herhaald. Meer landen hadden daar de laatste jaren actieplannen voor opgesteld. De VN zelf wilde het aantal vrouwelijke blauwhelmen binnen de vijf jaar verdubbelen.
Ook in eigen rangen moest resolutie 1325 verder worden doorgevoerd. Een informele expertengroep moest leiden tot een meer systematische aanpak, meer toezicht en coördinatie van de inspanningen. Er zou ook rekening mee worden gehouden bij elke land-specifieke kwestie op de agenda van de Veiligheidsraad. Burgerorganisaties, waaronder vrouwenbewegingen, zouden daarbij uitgenodigd worden om uitleg te komen geven.
Vooral bij terreurgroepen waren verkrachting, seksuele slavernij en gedwongen huwelijken schering en inslag. Men was verder zeer bezorgd over beschuldigingen van seksueel misbruik door blauwhelmen. Landen werden gevraagd hun troepen voorafgaand goed op te leiden en tijdens de missie op te volgen.

## Verwante resoluties
- Resolutie 1325 Veiligheidsraad Verenigde Naties (2000)
- Resolutie 2122 Veiligheidsraad Verenigde Naties (2013)
- Resolutie 2272 Veiligheidsraad Verenigde Naties (2016)

Lijst ·  2196 ·  2197 ·  2198 ·  2199 ·  2200 ·  2201 ·  2202 ·  2203 ·  2204 ·  2205 ·  2206 ·  2207 ·  2208 ·  2209 ·  2210 ·  2211 ·  2212 ·  2213 ·  2214 ·  2215 ·  2216 ·  2217 ·  2218 ·  2219 ·  2220 ·  2221 ·  2222 ·  2223 ·  2224 ·  2225 ·  2226 ·  2227 ·  2228 ·  2229 ·  2230 ·  2231 ·  2232 ·  2233 ·  2234 ·  2235 ·  2236 ·  2237 ·  2238 ·  2239 ·  2240 ·  2241 ·  2242 ·  2243 ·  2244 ·  2245 ·  2246 ·  2247 ·  2248 ·  2249 ·  2250 ·  2251 ·  2252 ·  2253 ·  2254 ·  2255 ·  2256 ·  2257 ·  2258 ·  2259